# テオ・アンゲロプロス
テオ・アンゲロプロス（Theo Angelopoulos）ことテオドロス・アンゲロプロス（ギリシャ語：Θόδωρος Αγγελόπουλος、Theodoros Angelopoulos、1935年4月27日 - 2012年1月24日）は、ギリシャ・アテネ出身の映画監督。

## 略歴
1935年、アテネで生まれ、子どもの頃に第二次世界大戦や1940年代後半の国内の政情不安を体験。アテネ大学法学部を卒業後、兵役を経てフランスのソルボンヌ大学、高等映画学院に留学。帰国後は映画雑誌で批評活動を4年間展開した後、1968年に短編ドキュメンタリー映画『放送』を自主製作して映画監督としてデビュー。
1970年に初の長編作品『再現』を監督した後、ギリシャの現代史を題材にした3部作『1936年の日々』（1972年）、『旅芸人の記録』（1975年）、『狩人』（1977年）を発表し、世界的な名声を獲得する。1980年に『アレクサンダー大王』でヴェネツィア国際映画祭 審査員特別賞を、1988年に『霧の中の風景』でベネチア国際映画祭銀獅子賞を、1995年に『ユリシーズの瞳』でカンヌ国際映画祭審査員特別賞を、1998年に『永遠と一日』でカンヌ国際映画祭パルム・ドールを受賞。
「20世紀三部作」の第1部『エレニの旅』（2004年）においては、舞台をバルカン半島以外にも広げ、新たなる展開を示した。20世紀三部作は、当初『トリロジア』という題名の1本の長編となる予定であったが、上映時間が膨大になりすぎるため、三部作として製作されることとなったという。2009年に第2部『エレニの帰郷』を発表。第3部『THE OTHER SEA（もう一つの海）』の撮影中だった2012年1月24日、アテネ郊外のトンネル内でオートバイにはねられて頭を強打し、運ばれた先の病院で死亡した。享年76。

## 監督作品
- 放送 Εκπομπή（1968）
- 再現（英語版） Αναπαράσταση（1970）
- 1936年の日々（英語版） Μερες του '36（1972）
- 旅芸人の記録 Ο Θίασος（1975）
- 狩人 Οι Κυνηγοί（1977）
- アレクサンダー大王 Μεγαλέξανδρος（1980）
- シテール島への船出（英語版） Ταξίδι στα Κύθηρα（1984）
- 蜂の旅人（英語版） Ο Μελισσοκομοσ（1986）
- 霧の中の風景 Τοπίο στην ομίχλη（1988）
- こうのとり、たちずさんで（英語版） Το Μετέωρο βήμα του πελαργού（1991）
- キング・オブ・フィルム/巨匠たちの60秒 LUMIERE ET COMPAGNIE（1995）オムニバスの一編
- ユリシーズの瞳 Το Βλέμμα του Οδυσσέα（1995）
- 永遠と一日 Μια αιωνιότητα και μια μέρα（1998）
- エレニの旅 Τριλογία 1: Το Λιβάδι που δακρύζει（2004）
- それぞれのシネマ　〜カンヌ国際映画祭60回記念製作映画〜/3分間 Chacun son cinéma / Trois minutes（2007）オムニバスの一編
- エレニの帰郷 Η σκόνη του χρόνο（2009）

## 出演作品
- テオ・オン・テオ THEO ON THEO（2004）ドキュメンタリー